# Nedraryd (naturreservat)
Nedraryd är ett naturreservat i Osby kommun  i Skåne län.
Området är naturskyddat sedan 2017 och är 22 hektar stort. Reservatet består av trädbevuxen betesmark, små åkerlappar och ängar.